# Frenkie de Jong
Frenkie de Jong (Arkel, 1997. május 12. –) holland válogatott labdarúgó, az FC Barcelona játékosa.

## Pályafutása
De Jong 2004 és 2015 között a Willem II utánpótlás rendszerben nevelkedett. Az Eredivisie-ben, 2015. május 10-én mutatkozott be az ADO Den Haag elleni bajnokin, a Willem II kölcsön játékosaként, 22 perc játék lehetőséget kapott és 24-es számú mezt viselte.

### Ajax
Az új szezon elején 2015. augusztus 22-én az Ajax négyéves szerződéssel vásárolta meg 1 euróért a Willem II-től, amely további 10 %-os bónuszt tartalmazott.
2017. február 12-én a Sparta Rotterdam elleni hazai bajnoki mérkőzés 88. percében Lasse Schöne cseréjeként debütált az Ajax felnőtt csapatában, melyet az Ajax 2–0-ra nyert meg. 2017. május 7-én a Go Ahead Eagles csapata elleni 4–0-ra megnyert hazai bajnoki mérkőzésen szerezte meg az első gólját az Ajax felnőtt csapatában. Május 22-én a Manchester United 2–0-ra elveszített Európa-liga-döntő mérkőzés 82.percében Jaïro Riedewald cseréjeként lépett pályára. Július 26-án a Bajnokok ligájának 3. selejtezőkörében az OGC Nice csapata ellen 1–1-es döntetlenre végződő mérkőzés 73. percében Schöne cseréjeként lépett pályára. Augusztus 2-án a  visszavágó mérkőzés 78.percében Justin Kluivert cseréjeként lépett pályára, melyen a Nizzai csapat jutott tovább az idegenben szerzett több góllal. 2018. december 8-án kezdőként lépett pályára a holland bajnokság 15. fordulójában PEC Zwolle elleni mérkőzés 32. percében Donny van de Beek passzát gólra váltotta. A mérkőzést az Ajaxt 4–1-re nyerte meg. December 23-án az Utrecht vendégeként a bajnokság 17. fordulójában  a mérkőzés 95. percében Ziyech passzát váltotta gólra. Ajax 3–1-re megnyerte a mérkőzést. 2018 decemberében és 2019 februárjában a Hónap játékosának választották meg.

### Willem II-nél kölcsönben
2015. augusztus 23-án a 2015–16-os szezon első felére a nevelő egyesületéhez a Willem II csapatához kölcsönbe érkezett. Október 3-án PEC Zwolle csapata elleni bajnoki mérkőzésen Robbie Haemhouts cseréjeként lépett pályára.

### Jong Ajax
2016 januárjában a Jong Ajax-hoz került. A 2015–16-os szezonban a Jupiler League-ben tizenöt mérkőzésen lépett pályára. Elsősorban középső azaz center középpályás volt a három tagú középpályás sorban. Két gólt szerzett és gólpasszal segített új csapatát.
A 2016–17-os szezonban a harmincegy pályára lépésén hat gólt és nyolc gólpassz szerzett és két sárga lapot kapott, így megkapta Talent Of The Season vagyis a szezon tehetsége díját.

### Barcelona
2019. január 23-án megvásárolta az FC Barcelona, 2019 júliusától a katalán klub játékosa.
Augusztus 16-án debütált az Athletic Bilbao elleni 1–0-ra elvesztett mérkőzésen.[forrás?]

### Utánpótlás
De Jong az ifjúsági válogatott karrierje során huszonkétszer lépett pályára a Holland U15-ös, U18-as, az U19-es és az U21-es válogatottakban. 2015. július 10-én a Németország U19-es válogatott elleni mérkőzésen debütált az U19-es válogatottban. 2017. szeptember 1-jén az angol U21-es válogatott elleni mérkőzésen debütált az U21-es csapatban.

### Felnőttek között
2018. szeptember 6-án Peru elleni megnyert barátságos mérkőzésen debütált a felnőtt válogatottban.

## Sikerei, díjai

### Klub
Ajax
- Eredivisie – bajnok: 2018–19
- KNVB kupagyőztes (1): 2018–19[18]
- Európa-liga – döntős: 2016–17

### Egyéni
- Eerste Divisie – A szezon tehetsége: 2016–17
- Eredivisie – A hónap játékosa: 2018 december, 2019 február

## Statisztikái

### Klubokban
Utoljára frissítve: 2020. június 13.
| Klub           | Szezon         | Liga           | Liga            | Liga  | Nemzeti kupa    | Nemzeti kupa | Európai         | Európai | Egyéb           | Egyéb | Összesen        | Összesen |
| Klub           | Szezon         | Bajnokság      | Pályára lépések | Gólok | Pályára lépések | Gólok        | Pályára lépések | Gólok   | Pályára lépések | Gólok | Pályára lépések | Gólok    |
| -------------- | -------------- | -------------- | --------------- | ----- | --------------- | ------------ | --------------- | ------- | --------------- | ----- | --------------- | -------- |
| Willem II      | 2014–15        | Eredivisie     | 1               | 0     | 0               | 0            | —               | —       | —               | —     | 1               | 0        |
| Willem II      | 2015–16        | Eredivisie     | 1               | 0     | 1               | 0            | —               | —       | —               | —     | 2               | 0        |
| Willem II      | Összesen       | Összesen       | 2               | 0     | 1               | 0            | —               | —       | —               | —     | 3               | 0        |
| Jong Ajax      | 2015–16        | Eerste Divisie | 15              | 2     | —               | —            | —               | —       | —               | —     | 15              | 2        |
| Jong Ajax      | 2016–17        | Eerste Divisie | 31              | 6     | —               | —            | —               | —       | —               | —     | 31              | 6        |
| Jong Ajax      | Összesen       | Összesen       | 46              | 8     | 0               | 0            | —               | —       | —               | —     | 46              | 8        |
| Ajax           | 2016–17        | Eredivisie     | 4               | 1     | 3               | 0            | 4               | 0       | 0               | 0     | 11              | 1        |
| Ajax           | 2017–18        | Eredivisie     | 22              | 0     | 2               | 0            | 2               | 0       | 0               | 0     | 26              | 0        |
| Ajax           | 2018–19        | Eredivisie     | 31              | 4     | 4               | 0            | 17              | 0       | 0               | 0     | 52              | 4        |
| Ajax           | Összesen       | Összesen       | 57              | 5     | 9               | 0            | 23              | 0       | 0               | 0     | 89              | 5        |
| Barcelona      | 2019–20        | La Liga        | 27              | 2     | 3               | 0            | 7               | 0       | 1               | 0     | 38              | 2        |
| Barcelona      | Összesen       | Összesen       | 27              | 2     | 3               | 0            | 7               | 0       | 1               | 0     | 38              | 2        |
| Teljes karrier | Teljes karrier | Teljes karrier | 132             | 15    | 13              | 0            | 30              | 0       | 1               | 0     | 176             | 15       |

1. ↑  Magában foglalja a Bajnokok ligájában és az Európa-ligába való pályára lépéseit is.
2. ↑  Magában foglalja a Holland szuperkupán és az Eredivisie rájátszásban való pályára lépéseit is.

### A válogatottban
Utoljára frissítve: 2019. november 19.
| Nemzeti csapat | Év       | Pályára lépések | Gólok |
| -------------- | -------- | --------------- | ----- |
| Hollandia      |          |                 |       |
| 2018           | 5        | 0               |       |
| 2019           | 10       | 1               |       |
| Összesen       | Összesen | 15              | 1     |

### Válogatott góljai
Utoljára frissítve: 2019. szeptember 6.
| #  | Időpont             | Helyszín                               | Ellenfél    | Állás | Végeredmény | Kiírás               |
| -- | ------------------- | -------------------------------------- | ----------- | ----- | ----------- | -------------------- |
| 1. | 2019. szeptember 6. | Volksparkstadion, Hamburg, Németország | Németország | 1–1   | 4–2         | 2020-as Eb-selejtező |